# 桑德希爾鎮區 (北卡羅萊納州勒諾縣)
桑德希爾鎮區（英語：Sand Hill Township）是位於美國北卡羅萊納州勒諾縣的一個鎮區。

## 地方資料
桑德希爾鎮區的面積為61.90平方千米，皆為陸地。根據2020年美國人口普查的數據，當地共有人口894人，而人口密度為每平方千米14.44人。